# جامعة أوكرانيا الدولية المفتوحة للتنمية البشرية
جامعة أوكرانيا الدولية المفتوحة للتنمية البشرية مؤسسة تعليم عالي أوكرانية، (بالأوكرانية: Відкритий міжнародний університет розвитку людини «Україна») هي جامعة تقع في كييف عاصمة أوكرانيا. أُسِّسَت هذه الجامعة في سنة 1998.